# شركة فلاي رد سي
فلاي رد سي تم تأسيس الشركة كأول شركة طائرات مائية في السعودية؛ بهدف نقل الزوار عبر الجو والمياه الصافية إلى المنتجعات المتفرقة بين جزر وجهة "البحر الأحمر".

## الأسطول
يتكون الأسطول الأولي لـ شركة "فلاي رد سي" من 4 طائرات مائية من طراز Cessna Caravan208 مزودة بتصاميم داخلية فاخرة وخدمات مميزة، يدار الأسطول من قبل فريق مختص بشؤون الطيران، فيما سيتوسع الأسطول تماشياً مع مراحل تطوير الوجهة، ليصل لـ 9 طائرات مائية بحلول عام 2028، ثم 20 طائرة بحلول عام 2030.

## المحطة الرئيسية
يعتبر "مطار البحر الأحمر الدولي" المحطة الرئيسية لشركة "فلاي رد سي"، بالإضافة لوجود مدرج خاص بالطائرات المائية، متصل بشكل مباشر مع المطار، ويحتوي على صالة خاصة للزوار.

## إستيعاب الطائرات
تستوعب كل طائرة طياراً وما يصل إلى 6 ركاب بأمتعتهم، لإيصالهم إلى المنتجعات الموجودة على الجزر المتفرقة، كما أنها تتسع أيضاً لما يصل إلى 9 ركاب.